# Generalized Markup Language
Generalized Markup Language（ジェネラライズド マークアップ ランゲージ、GML）は、IBMにより開発されたマークアップ言語の一つである。後のSGMLのベースともなった。

## 概要
Generalized Markup Language (GML) は、マクロのセットであり、IBMのテキスト整形ツールであるSCRIPT/VSのタグ構造を持ったマークアップ言語として開発された。SCRIPT/VSは、IBMの文書整形ソフトウェア製品であるDocument Composition Facility (DCF) の中心部分である。GMLにおけるタグの「スターターセット」はDCFと一緒に提供された。
GMLは1960年代に、チャールズ・ゴールドファーブ (Charles Goldfarb)、Edward Mosher、Raymond Lorieによって開発された。彼らの姓の頭文字が「GML」の由来となった。
GMLはドキュメントの形式、編成や構造、コンテンツの部分やそれらの関連、あるいは設定を、シンプルに記述できた。GMLのマークアップ（タグ）は、章、重要な節や重要でないセクション、句、箇条書き、表などを記述できた。
GMLは、フォントの設定、行間の設定、ページレイアウトなどをSCRIPT/VSによって設定する事で、文書作成者をこれらの文書の書式設定作業から解放した。
GMLでは、文書はプレーンテキスト上に書かれたタグによって記述され、節、ヘッダー、箇条書き、表などがマークアップされた。その文書は、その装置（デバイス）に応じたプロファイルを記述することによって、色々な装置に自動的にフォーマット変換することができた。例えば、ある文書をレーザープリンター、ラインプリンター、ドットマトリックスプリンター、あるいはスクリーンなどに合わせたフォーマットにする場合には、単にそれぞれの装置に応じたプロファイルを設定すれば良く、文書自体は修正する必要が無い。
IBMは後に、より拡張されたタグのセットを持ったソフトウェア製品であるBookMasterを提供した。
GMLは後に、2つの大きな標準のベースとなった。1つは階層化された文書作成の規約のセットであるSGMLである（ゴールドファーブはGMLの成功で有名になり、IBMを退職してGMLの後継言語であるSGMLを開発した）。もう1つはXMLで、最初はSGMLの単純化された派生であったが、世界的に受け入れられ普及した標準に成長した。

## サンプル
```
   :h1.Chapter 1:  Introduction
   :p.GML supported hierarchical containers, such as
   :ol
   :li.Ordered lists (like this one),
   :li.Unordered lists, and
   :li.Definition lists
   :eol.
   as well as simple structures.
   :p.Markup minimization (later generalized and formalized in SGML),
   allowed the end-tags to be omitted for the "h1" and "p" elements.
```

## 備考
地理情報を記述するマークアップ言語であるGeography Markup Language (GML) との混同に注意。

## 参照
1. ↑  Charles F. Goldfarb (1996年). “The Roots of SGML - A Personal Recollection”. 2007年7月7日閲覧。